# Dai Lin
Dai Lin (戴琳S, Dài LínP; Dalian, 28 novembre 1987) è un calciatore cinese, difensore dello Shandong Luneng.

## Palmarès

### Club

#### Competizioni nazionali
- Coppa della Cina: 3

Shandong Luneng: 2020, 2021, 2022